# Нэшвилл (сезон 4)
Четвёртый сезон американского драматического телесериала «Нэшвилл» стартовал на канале ABC 23 сентября 2015 года, а финал сезона (и сериала) вышел 25 мая 2016 года. Сериал создан лауреатом премии «Оскар» Кэлли Хоури, и продюсируется ею при участии Ар Джея Катлера, Ди Джонсон, Джима Пэрриота, Стива Бюкхэннана и Конни Бриттон. В центре сюжета находится индустрия кантри-музыки, и две певицы: Рейна Джеймс в исполнении Конни Бриттон, и Джульетта Барнс (Хайден Панеттьер). Помимо двух ведущих героинь в сериале присутствует актёрский ансамбль из более десятка основных регулярных и приглашенных актёров, появляющихся в каждом из эпизодов сезона.

## Производство
7 мая 2015 года ABC продлил сериал на четвёртый сезон для трансляции в телесезоне 2015-16 годов. Налоговые льготы для производства сезона со стороны штата Теннеси составили $ 10 млн, дольше чем в предыдущем году. Съемки начались 17 июля 2015 года.
31 мая 201 года было объявлено, что Эрик Клоуз не будет участвовать в сериале на регулярной основе. 22 июля было объявлено, что Обри Пиплз была повышена до основного состава, а Оливер Хадсон, наоборот, покинул его, но будет продолжать периодически появляться в ходе сезона. Несколько дней спустя к сериалу присоединился в роли нового артиста, работающего с Рейной.

## Актёры и персонажи
| - Конни Бриттон — Рейна Джеймс - Хайден Панеттьер — Джульетта Барнс - Клер Боуэн — Скарлетт О `Коннор - Крис Кармак — Уилл Лексингтон - Уилл Чейз — Люк Уилер - Чарльз Истен — Дикон Клейборн - Джонатан Джексон — Эйвери Баркли - Сэм Палладио — Гуннар Скотт - Обри Пиплз — Лейла Грант - Леннон Стелла — Мэдди Конрад - Мэйси Стелла — Дафни Конрад | - Оливер Хадсон — Джефф Фордхэм - Дэвид Элфор — Баки Дауэс - Эд Аматрудо — Гленн Гудман - Синтия Макуильямс — Габриэлла Мэннинг - Алекса Вега — Кайли Бреннер - Кайл Дин Мэсси — Кевин Бикс - Райли Смит — Маркус Кейн | - Дана Уиллер-Николсон — Беверли О’Коннор - Чалей Роуз — Зоуи Далтон - Стивен Тайлер — в роли себя - Келли Рипа— в роли себя - Эрик Клоуз — Тедди Конрад |

## Эпизоды
| № общий | № в сезоне | Название                                | Режиссёр        | Автор сценария                        | Дата премьеры    | Произв. код | Зрители в США (млн) |
| --- | ---------- | --------------------------------------- | --------------- | ------------------------------------- | ---------------- | ----------- | ------------------- |
| 66 | 1          | «Can't Let Go»                          | Кэлли Хоури     | Мередит Лавандер и Марси Улин         | 23 сентября 2015 | 401         | 4,91                |
| Прошел месяц. Дикон выздоравливает после пересадки печени, а Беверли впала в кому. Джулиетт полностью ушла в карьеру, в то время как Эйвери занимается их дочерью со своими родителями. Уилл и Кевин живут вместе. Люк отправил Уилла в отпуск и тот впал в депрессию. Ганнер признается Скарлетт в любви, но она говорит, что не свободна. Джулиетт постепенно спивается, чтобы утопить свою боль. Эйвери с дочкой возвращается в Нэшвилл и становится соседом Ганнера и Уилла. |            |                                         |                 |                                       |                  |             |                     |
| 67 | 2          | «Til the Pain Outwears the Shame»       | Жан Де Сегонзак | Дэвид Гулд                            | 30 сентября 2015 | 402         | 4,72                |
| Беверли приходит в себя после комы. Джефф просит Эйвери поговорить с Джулиетт. Лейбл Рэйны теряет популярность. Джулиетт и Эйвери мирятся. они с дочерью приходят на концерт Джулиетт. Но после концерта Джулиетт сбегает и снова бросает Эйвери. Люк разрывает контракт с Уиллом. Маркус Кейн подписывает контракт с лейблом Рэйны. У Бэверли случается остановка сердца. |            |                                         |                 |                                       |                  |             |                     |
| 68 | 3          | «How Can I Help You Say Goodbye»        | Стивен Крэгг    | Дебра Фордхэм                         | 7 октября 2015   | 403         | 4,36                |
| Джулиетт развлекается с Люком, пока Эйвери нянчится с дочерью и пытается до нее дозвониться. Бэверли снова в коме, врачи советуют отключить ее от аппаратов жизнеобеспечения. Эйвери подает на развод с Джулиетт. Дафна, Мэдди и Рэйна навещают Тэдди в тюрьме. Скарлетт принимает решение отключить мать от аппаратов жизнеобеспечения. Бэверли умирает. |            |                                         |                 |                                       |                  |             |                     |
| 69 | 4          | «The Slender Threads That Bind Us Here» | Джоанна Кернс   | Моника Масер                          | 14 октября 2015  | 404         | 4,54                |
| Дикон злится на Скарлетт и не разговаривает с ней на похоронах. Джулиетт принимает таблетки. Ганнер помогает Калебу написать песню для Скарлетт. После смерти сестры Диона не покидает чувство вины и он замыкается в себе. Джульет видит фото Эйвери и их дочери вместе с Эмили и начинает злоупотреблять таблетками. Маркус обижает Лейлу прямо на сцене. Эйвери становится продюсером Маркуса. |            |                                         |                 |                                       |                  |             |                     |
| 70 | 5          | «Stop the World (And Let Me Off)»       | Джан Элиасберг  | Мередит Лавендер и Марси Улин         | 21 октября 2015  | 405         | 4,47                |
| Скарлетт и Дикон собирают вещи Беверли. Джефф хочет быть генеральным директором Люка. Люк недоволен, что Джулиетт пела вместе с Мэдди. Лейла откровенно говорит с Рэйной, признается что любит Джеффа. Они вместе пишут песню для Лейлы. Маркус увольняет Эйвери. Джулиетт узнает что ее дочь была в больнице. Дикон мирится со Скарлетт. Джулиетт приезжает в Нэшвилл и просит прощения у Эйвери, но он говорит, что хочет развода. |            |                                         |                 |                                       |                  |             |                     |
| 71 | 6          | «Please Help Me, I'm Fallin»            | Кэлли Хоури     | Тейлор Хамра                          | 28 октября 2015  | 406         | 4,18                |
| Джулиетт соглашается на развод. На нервной почве она набрасывается на фанатку и начинает пить. Маркус Кейн больше не хочет работать с Рэйной. Она уже сама не рада, что пригласила его в свой лейбл. Джулиетт пристает к Джеффу, но тот ее отвергает. Джефф предлагает Лейле переехать к нему. Уилл снова выходит на сцену, но все идет не так гладко как он ожидал. В конфликте с Маркусом Рэйне помогают Мэдди и Дафна. Эйвери беспокоится за Джулиетт, но ему советуют отпустить ее. Скарлетт и Дикон приходят в бар на прощальный вечер с Бэверли. Люк назначает Джеффа генеральным директором. Дикон выкупает долю бара и называет его Бэверли. Пьяная Джулиетт пытается спрыгнуть с крыши ,покончив с собой. Джефф вовремя спасает ее, а сам падает вниз. |            |                                         |                 |                                       |                  |             |                     |
| 72 | 7          | «Can't Get Used to Losing You»          | Эрик Клоуз      | Дана Гринблэтт                        | 11 ноября 2015   | 407         | 4,55                |
| Джефф погибает, спасая Джулиетт. Колт видел как Джефф разбился, оттолкнув Джулиетт. Рэйна переживает, что совладельцем Дикона по бару стал бывший алкоголик. Уилл и Рэйна помогают Лейле справиться с потерей Джеффа. Ганнер приводит свою новую девушку Эрин в группу. Скарлетт холодно ее приветствует. Уилл и Кевин расстаются. Джулиетт вспоминает, что именно Джефф спас ее от самоубийства. Джулиетт ложится в клинику. |            |                                         |                 |                                       |                  |             |                     |
| 73 | 8          | «Unguarded Moments»                     | Рон Андервуд    | Пол Каблес                            | 18 ноября 2015   | 408         | 4,44                |
| Рэйна становится продюсером Маркуса. Скарлетт, Ганнер и Эрин едут в турне. Колт злится на Люка за то, что тот скрывает правду о смерти Джеффа. Эрин портит выступление Ганнера и Скарлетт, но они вовремя спасают ситуацию. Ганнер ругается с Эрин. Рэйна подписывает Мэдди и Дафну на свой лейбл. |            |                                         |                 |                                       |                  |             |                     |
| 74 | 9          | «Three's a Crowd»                       | Майк Листо      | Джеффри Науффтс                       | 2 декабря 2015   | 409         | 4,17                |
| Дикон и Маркус работают вместе. Скарлетт устраивает для Калеба романтический ужин. Люк и Колт проводят время вместе. Рэйна и Дикон ругаются из-за Маркуса. Ганнер и Эрин гуляют вместе. Джулиетт звонит Эмили. |            |                                         |                 |                                       |                  |             |                     |
| 75 | 10         | «We've Got Nothing But Love To Prove»   | Арлин Сэнфорд   | Дебра Фордхэм                         | 9 декабря 2015   | 410         | 4,14                |
| Налоговая инспекция сообщает Люку о том, что он должен государству 40 миллионов. Его брэнду грозит банкротство. Эмили говорит Эйвери, что виделась с Джулиетт. Он не хочет ей верить. Рэйна успокаивает Маркуса, который волнуется перед своим выступлением. Маркус целует Рэйну, та его отвергает. В отместку ей Маркус отменяет свои концерты. Скарлетт расстается с Калебом. Эйвери соглашается на общение Джулиетт с дочерью. Дикон делает Рэйне предложение и она соглашается. |            |                                         |                 |                                       |                  |             |                     |
| 76 | 11         | «Forever and for Always»                | Стивен Крэгг    | Моника Мэйсер и Дана Гринблатт        | 16 марта 2016    | 411         | 4,22                |
| Эмили советует Эйвери встретиться с Джулиетт, тот отказывается. Рэйна и Дикон готовятся к свадьбе. Тэнди, Дафна и Мэдди не хотят, чтобы Рэйна выходила за Дикона. Колт рассказывает Лейле о том, как погиб Джефф. Лейла нанимает Глена своим менеджером и просит его чтобы Эйвери стал ее продюсером. Рэйна и Дикон наконец женятся. |            |                                         |                 |                                       |                  |             |                     |
| 77 | 12         | «How Does It Feel to be Free»           | Стив Робин      | Бен Сент-Джон и Молли Бикли Сент-Джон | 23 марта 2016    | 412         | 4,10                |
| Эйвери приезжает к Джулиетт в клинику, но ему так и не удается ее увидеть. Скарлетт видит как Эрин целуется с другим парнем и говорит об этом Ганнеру. Дела Люка идут плохо. Мэдди переживает, что Колт не хочет с ней общаться. Во время выступления на Уилла нападает слушатель из зала, который ненавидит геев и ломает ему нос. Дикон нанимает Виту Мартин официанткой в Беверли. Рэйна хочет пригласить ее в свой лэйбл. Развод Джулиетт и Эйвери стал известен общественности. Ганнер говорит Эрин, что не любит ее. Уилл дает достойный отпор своему обидчику. План Лэйлы работает - она начинает сближаться с Эйвери. Фрэнки подозревает Виту в воровстве.                                                                                              |            |                                         |                 |                                       |                  |             |                     |
| 78 | 13         | «If I Could Do It All Again»            | Кэлли Хоури     | Сибил Гарднер                         | 30 марта 2016    | 413         | 3,84                |
| Риф Белл возвращается на сцену вместе с Люком. Уиллу предлагают лейб для геев. Эйвери начинает встречаться с Сиеной, что не радует Лейлу. Вита признается в краже денег, Рэйна отказывается работать с ней. Фрэнки начинает пить. Мэдди и Колт расстаются. |            |                                         |                 |                                       |                  |             |                     |
| 79 | 14         | «What I Cannot Change»                  | Лили Мари       | Тейлор Хамра                          | 6 апреля 2016    | 414         | 4,04                |
| Джулиетт проводит время с Кейденс. Колт решил уйти в армию. Джулиетт возвращается домой, ей предлагают новую роль. Джулиетт встречается с Эйвери и просит его дать больше времени для общения с Кейденс, но он отказывает. Джулиетт публично отказывается от съемок, чтобы проводить больше времени с дочерью. Эйвери дает согласие на встречи с Кейденс. Люк возвращает Уилла в свой лейбл. |            |                                         |                 |                                       |                  |             |                     |
| 80 | 15         | «When There’s a Fire in Your Heart»     | Майкл Ломанн    | Мередит Лавендр и Марси Улин          | 13 апреля 2016   | 415         | 4,12                |
| Ганнер и Скарлетт едут в турне с Отэм Чейз. Джулиетт просит Глена снова стать ее менеджером, но он отказывает. Рэйна хочет взять Лейлу с собой в тур, он та просит взять с собой в тур Люка за спиной у Рэйны, которую это очень ранит. Гленн и Джулиетт мирятся. |            |                                         |                 |                                       |                  |             |                     |
| 81 | 16         | «Didn't Expect It to Go Down This Way»  | Майк Листо      | Пол Каблес                            | 20 апреля 2016   | 416         | 3,71                |
| Отэм пытается соблазнить Ганнера. Эйвери собирается ехать в тур с Лейлой. Дикон считает, что Кэш следует держаться подальше от Мэдди. Джулиетт ревнует Эйвепи к Лейле. Концерт Люка оказывается под угрозой срыва. Отэм и Скарлетт отдыхают вместе в СПА. Рэйна разыскивает Мэдди. Джулиетт становится третьим артистом в туре Люка. Мэдди подает заявление на отказ от родителей. |            |                                         |                 |                                       |                  |             |                     |
| 82 | 17         | «Baby Come Home»                        | Джет Уилкинсон  | Дэвид Гулд                            | 27 апреля 2016   | 417         | 3,77                |
| Лейла целует Эйвери. Уилл в команде Люка сталкивается со старыми проблемами. Скарлетт и Ганнер застревают вместе в лифте. Люк устраивает Уиллу выступление на телевидении. Дикон репетирует вместе с Дафной. Джулиетт признается Эйвери, что все еще любит его. Ганнер и Скарлетт проводят ночь вместе. |            |                                         |                 |                                       |                  |             |                     |
| 83 | 18         | «The Trouble with the Truth»            | Майкл Ломанн    | Валери Чу                             | 4 мая 2016       | 418         | 3,89                |
| Джулиетт узнает, что Эйвери переспал с Лейлой. Джулиетт подозревает, что Лейла мстит ей за то, что она виновата в смерти Джеффа. Фрэнки подставляет Дикона в суде по делу Мэдди. Ганнер обижается на Скарлетт, за то что за сказала в интервью, что начала встречаться с ним только после смерти Джейсона. Джулиет понимает, что Эйвери выбрал Лейлу, а не ее. Дикон попадает в тюрьму за избиение Фрэнки. Джулиетт признается Лейле, что Джефф погиб, спасая ее. Мэдди добивается свободы от родителей. |            |                                         |                 |                                       |                  |             |                     |
| 84 | 19         | «After You've Gone»                     | Бетани Руни     | Дебра Фордхэм                         | 11 мая 2016      | 419         | 3,94                |
| Уилла преследуют недоброжелатели. Кэш продолжает настраивать Мэдди против родителей. Ганнер и Скарлетт держатся отстранено после интервью. Уилл узнал, что его мать умерла. В интернете появляются фото целующихся Лейлы и Эйвери. Кэш недовольна, что Гленн представляет интересы Мэдди. Фрэнки выкупает часть бара Дикона. Отэм предлагает Ганнеру выйти на сцену и спеть их песню, чем очень удивляет Скарлетт. Джулиетт начинает встречаться с Ноа. Мэдди и Кэш уезжают в Нью-Йорк. |            |                                         |                 |                                       |                  |             |                     |
| 85 | 20         | «It’s Sure Gonna Hurt»                  | Майк Листо      | Тейлор Хамра                          | 18 мая 2016      | 420         | 3,72                |
| Дикон и Рэйна разговаривают с психологом о его поведении. Эйвери недоволен тем, что Ноа проводит время с Джулиетт и Кейденс.Люк защищает и поддерживает Уилла. Колт попадает в больницу из-за Люка, но он говорит, что гордится им за то, что Люк отстаивает права Уилла. Отэм организует выступление Ганнера с Элтоном Джоном. Скарлетт понимает, что влюблена в Ганнера. Джулиетт принимает решение расстаться с Ноа. |            |                                         |                 |                                       |                  |             |                     |
| 86 | 21         | «Maybe You’ll Appreciate Me Someday»    | Кэлли Хоури     | Мередит Лавандер и Марси Улин         | 25 мая 2016      | 421         | 4,19                |
| Джулиетт просит Эйвери привезти Кейденс к ней на церемонию Оскар и он соглашается. Уилл пытается пробиться на телевидение, чтобы дать отпор. Скарлетт признается Ганнеру в любви, но он начинает встречаться с Отэм Чейз. Журналисты узнали, что Джулиетт тоже была на крыше, когда погиб Джефф. Рэйна и Дикон боятся за Мэдди. Эйвери разоблачает Лейлу, он бросает ее. Ганнер и Скарлет решают уничтожить свою группу. Джулиетт публично признается, что собиралась покончить с собой. Дикон спасает Мэдди. Ганнер и Скарлетт целуются прямо на концерте. Уилл и Кевин снова вместе. Джулиетт уходит с церемонии Оскар, чтобы быть со своей семьей. Мэдди возвращается домой. Эйвери сообщаю, что связь с самолетом Джулиетт потеряна...                      |            |                                         |                 |                                       |                  |             |                     |